# Walther Hewel

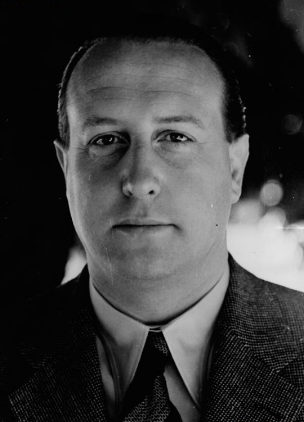
Walther Hewel năm 1940

Walther Hewel (2 tháng 1 năm 1904 - 2 tháng 5 năm 1945) là một nhà ngoại giao người Đức trước và trong Thế chiến thứ II, một thành viên đầu tiên và tích cực của Đảng Quốc xã, và là một trong những người bạn thân của Adolf Hitler.

## Những năm đầu
Hewel sinh năm 1904, là con duy nhất của Anton và Elsa Hewel (nhũ danh Freiin von Lindenfels) ở Cologne. Cha của Hewel là chủ một nhà máy sản xuất cacao, ông qua đời năm 1913, Elsa điều hành nhà máy. Mặc dù vẫn còn là một thiếu niên vào thời điểm đó, Walther Hewel là một trong những thành viên sớm nhất của Đảng Quốc xã, và được tính là từ người thứ 200 đến thứ 300 gia nhập đảng này.
Hewel tốt nghiệp năm 1923 và theo học tại Đại học Kỹ thuật München. Cùng năm đó, anh tham gia vụ Đảo chính quán bia thất bại của Đảng Quốc xã. Sau khi Hitler bị kết tội phản quốc, Hewel đã ở trong nhà tù Landsberg với Hitler. Sau đó, Hewel làm việc ở nước ngoài trong vài năm với tư cách là nhân viên bán và trồng cà phê cho công ty Đông Ấn Hà Lan ở Indonesia. Tại Indonesia, Hewel đã tổ chức chi bộ địa phương của Đảng Quốc xã với sự tham gia của những người Đức xa xứ ở đó. Đến năm 1937, Đảng Quốc xã ở Indonesia đã thành lập các chi nhánh tại Batavia, Bandung, Semarang, Surabaya, Medan, Padang và Makassar.

## Quay trở lại Đức
Trong những năm 1930, Hewel trở lại Đế chế thứ hai, nơi ông được bổ nhiệm vào ngành ngoại giao của đất nước và được cử đến Tây Ban Nha. Nhà báo James P. O'Donnell nhận xét rằng, trong thời gian này, Hewel "gần như chắc chắn một cấp dưới của người đứng đầu Abwehr - Đô đốc Wilhelm Canaris".
Năm 1938, Hitler triệu hồi Hewel về Đức. Trong thời gian này, anh đã nối lại tình bạn trước đó với nhà độc tài. Hewel được bổ nhiệm làm người đứng đầu bộ phận nhân viên cá nhân Joachim von Ribbentrop và cũng từng là một nhà ngoại giao trong Bộ Ngoại giao. Ngày 15 tháng 3 năm 1939, ông là người phiên dịch trong hội nghị giữa Hitler và Tổng thống Quốc gia Xứ bảo hộ Bohemia và Moravia Emil Hácha.

## Trong Thế chiến thứ II
Hewel sau đó được bổ nhiệm vào vị trí "đại sứ đặc biệt" và được làm liên lạc viên của Ngoại trưởng Ribbentrop với Hitler. Ông đã dành phần lớn thời gian trong Thế chiến II mà không có chức vụ chính thức và từng tự mô tả mình là "một đại sứ không đâu vào đâu". Trong những năm sau của cuộc chiến, khi Hitler trở nên ghẻ lạnh hơn với Ribbentrop, Hewel trở thành cố vấn cấp cao của Hitler về tất cả các vấn đề chính sách đối ngoại và là thành viên trong "vòng tròn nội bộ" của Hitler. Những người sống sót trong vòng tròn đó cho rằng Hewel có được vị trí của ông ta đơn thuần chỉ vì đã tham gia lâu dài với Đảng Quốc xã, và vì ông ta là một trong những người bạn của Hitler. Trong hồi ký của mình, Traudl Junge, thư ký riêng của Hitler, mô tả Hewel giống như Hitler. Theo Traudl Junge, Hewel được giao trách nhiệm điều phối nội bộ, giữ hòa khí giữa các quan chức quân sự và dân sự xung quanh Hitler, và điều chỉnh sự tiếp xúc giữa các thành viên nam và nữ trong đoàn tùy tùng của Hitler.
Hầu hết tất cả các thông tin về Hewel mô tả anh ta là một người đàn ông dễ chịu và tốt bụng, nếu không muốn nói là rất thông minh. Ông thường giải quyết các tình huống và sự kiện mà Hitler không thể xử lý. Các thành viên khác của vòng trong kể lại rằng, không giống như nhiều nhà lãnh đạo Đảng Quốc xã khác, Hewel có thể tỉnh táo và chăm chú trong các cuộc độc thoại dài của Hitler về các chủ đề như bài Do Thái. Heinz Guderian khi nhắc về Hewel, đã nhận xét rằng anh ta là "một người biết lắng nghe".
Hewel có xu hướng nhút nhát khi gặp phụ nữ, và do đó, Hitler thường cố gắng chơi trò mai mối cho anh ta. Hewel sống sót sau một vụ tai nạn máy bay vào ngày 21 tháng 4 năm 1944, vụ đó khiến Tướng Hans-Valentin Hube thiệt mạng. Blanda Elisabeth Sophie Jeanette Margarete Ludwig (sinh năm 1921), một y tá của Hội Chữ thập đỏ, đã chăm sóc Hewel và sau đó kết hôn với anh ta tại Berchtesgaden vào ngày 12 tháng 7 năm 1944.

## Tự sát
Cho đến khi Hitler tự sát vào ngày 30 tháng 4 năm 1945, Hewel vẫn ở cạnh ông. Hewel Là một trong số ít người ở gần Hitler cho đến cuối cùng, ông ta được cho là đã cố gắng cổ vũ Hitler. Rõ ràng, Hewel là người cuối cùng tham gia vào một cuộc trò chuyện cá nhân dài với Hitler.
Sau khi Hitler tự sát, Hewel trốn thoát khỏi Führerbunker trong một nhóm do Lữ đoàn trưởng SS Wilhelm Mohnke chỉ huy. Mohnke lập kế hoạch tấn công về phía Quân đội Đức, vốn đóng ở Prinzenallee. Tuy nhiên, dường như Hewel đang bị căng thẳng tâm lý vào thời điểm đó. Trong hồi ký của mình, Traudl Junge khẳng định rằng, sau cái chết của Hitler, Hewel tỏ ra vô cùng bối rối và thậm chí không thể đưa ra những quyết định dù là đơn giản nhất cho mình. Nhóm đi dọc theo các đường hầm của U-Bahn (tuyến đường sắt nhanh ở Berlin), nhưng tuyến đường của họ bị chặn nên họ đã đi trên mặt đất và sau đó cùng với hàng trăm dân thường và quân nhân Đức khác đã tìm nơi ẩn náu tại Nhà máy bia Schultheiss-Patzenhofer. Khi đến nơi vào ngày 2 tháng 5 năm 1945, Hewel đưa ra nhận xét rằng anh ta đã lên kế hoạch tự sát. Bất chấp những nỗ lực của Tiến sĩ Ernst-Günther Schenck, người đã cố gắng ngăn cản anh ta, Hewel đã tự sát theo cách mà Giáo sư Tiến sĩ Werner Haase đã hướng dẫn cho Hitler, cắn một viên cyanide trong khi tự bắn vào đầu mình. Theo Schenck, Hitler đã khuyến khích Hewel tự sát. Hitler cảnh báo Hewel rằng nếu bị Hồng quân bắt, ông ta sẽ bị tra tấn và "bị gắn vào một bức tượng sáp". Hitler đã đưa cho Hewel một viên nang cyanide và một khẩu súng ngắn Walther 7,65, sau đó yêu cầu anh ta tuyên thệ sẽ tự sát chứ không để bị Liên Xô bắt giữ. Hơn nữa, Schenck nói rằng Hewel đã kiệt sức về mặt tinh thần và thể chất, điều này góp phần vào hành động của anh ta.